# Bienvenue à Kikidéni
Trois femmes, un village
Bienvenue à Kikidéni est une série télévisée burkinabè satirique en 21 épisodes de 26 minutes et un making-off. Elle est réalisée par Aminata Diallo Glez et produite par Jovial' Productions. C'est le troisième volet d'un triptyque après "Trois hommes, un village", (2005) et "Trois femmes, un village", (2010).

## Généralités
"Bienvenue à Kikidéni", une série satirique burkinabè fait son retour sur les écrans après plus d'une décennie d'absence. Elle combine l'humour burlesque et l'exploration des problèmes contemporains. Au fil des épisodes, la série aborde des sujets variés allant de l'insécurité au fondamentalisme religieux en passant par le féminisme ,. Malgré son ton comique, la série parvient à aborder des thèmes sérieux et à susciter une réflexion.
C'est aussi le retour des acteurs sur le même plateau après 13 ans d'interruption.

## Synopsis
Les villageois sont confrontés à de nouveaux défis alors qu'ils continuent à jongler avec la rivalité entre le chef du village, Ladji et le curé. Alors que l'insécurité se poursuit dans la région en raison du fondamentalisme religieux, les acteurs doivent trouver des moyens pour maintenir la paix et la cohésion sociale.
Dans cette saison écrite par Damien Glez, le chef du village tente de consolider son pouvoir. Pendant ce temps, un fervent musulman et le prêtre rivalisent pour attirer des adeptes dans leurs communautés respectives tout en essayant de trouver un terrain d'entente pour vivre ensemble. Les épisodes suivent les interactions quotidiennes des habitants de Kikideni, mettant en lumière les défis auxquels ils sont confrontés, des pandémies aux querelles de voisinage. Malgré ces obstacles, la série conserve son ton comique. Les personnages évoluent et se confrontent à leurs propres préjugés et limites afin de surmonter les différences pour le bien commun.

## Production
Le clap de lancement de la série est donné le 17 juin 2023 à Loumbila en présence du ministre de la communication, de la culture, des arts et du tourisme, Jean Emmanuel Ouedraogo, et d'autres personnalités du cinéma burkinabè.
La série est cofinancée par le "Fonds de développement culturel et touristique" à travers le programme d'appui aux industries créatives et à la gouvernance de la culture, avec le soutien de l'Union européenne. Canal+ est également partenaire. La série bénéficie d'un financement de 39 millions de francs CFA pour la réalisation de cinq épisodes.

### Tournage
Initialement prévu à Ziniaré, à 35 km de Ouagadougou, le tournage est délocalisé à Loumbila pour des raisons de sécurité.
Lors de la précédente production à Ziniaré, l'équipe technique et les acteurs sont logés sur place pendant plus de cinq mois, une pratique désormais jugée peu pratique. D’où le choix de cette commune comme nouveau lieu de tournage. Cet endroit permet à l'équipe de se déplacer facilement entre le lieu de tournage et leur domicile chaque jour, ce qui réduit les risques potentiels et assure la sécurité des participants.
La série est finalement tournée dans le village de "Wa'nvoussé" ou "vient te reposer" en français, dans la dite commune. Un décor fictif est créé pour les besoins du tournage. Au cours de cette saison, seize stagiaires de l'Institut supérieur de l'image et du son/Studio Ekol (ISIS/SE), rejoignent le tournage de la série.

## Diffusion
La projection, en avant-première de deux épisodes s'est tenue dans la salle de cinéma canal olympia Idrissa Ouedraogo à Pissy le 05 avril 2024. La série sera ensuite diffusée par la RTB et  Canal+ Pop. Le budget de production de "Bienvenue à Kikidéni" est estimé à 250 millions de francs CFA.

## Distribution
L'equipe artistique est constituée d'acteurs ayant déja joué dans les deux premiers volets du triptyque. Notamment Ildevert Méda, Aminata Diallo Glez, Rasmané Ouédraogo, Halidou Sawadogo,Leïla Tall, Odilia Yoni, Erick Nazaire Zongo. D'autres acteurs burkinabé, tels que Taleb Kant, Eléonore Kocty ( lauréate du Sotigui Awards 2020 de la meilleure interprétation féminine), Serge HENRY, Issaka Sawadogo, Georgette Paré font également partie de la saison ,.
L'actrice "Bibata", qui incarne le rôle de l'épouse du chef du village dans les deux premières saisons, est absente de la nouvelle saison pour des raisons de santé. Au lieu de la remplacer, la réalisation introduit une nouvelle présence féminine dans la cour royale, à savoir Eléonore Kocty , qui joue le rôle de la nièce.

### Thèmes
La série aborde divers thèmes tels que:
- L'insécurité
- Le vivre ensemble[17].
- La place de la femme dans la société[18].
- La tolérance inter religieuse
- La tradition et la modernité
- Fondamentalisme religieux

### Musique
Générique: Amzy et Skeezy Sensei.